# Florrum
A Florrum a Csillagok háborúja elképzelt univerzumának egyik bolygója.

## Leírása
A Florrum bolygó a Külső Peremben található Florrum rendszerben helyezkedik el. A Sertar szektorban R-5 elhelyezkedő bolygó körül 1 hold kering. Felszínét sivatagok, kanyonok és kénsavas gejzírek borítják. Éghajlata száraz. A bolygó 6 parszek távolságra van a Vanqor bolygótól.
A bolygó őshonos élőlénye a skalder. A Florrumra számos értelmes faj települt be, például: weequayok, dzsavák, kowakiai majom-gyíkok, niktok, Kajain'sa'Niktok, twi’lekek, dagok, bithek és togruták. A legtöbbet beszélt nyelv a galaktikus közös nyelv és a dzsava nyelv. A Florrum a történelem során része volt Ohnaka bandájának (Ohnaka Gang) és a Független Rendszerek Konföderációjának is.
A bolygó fő látnivalói a Doshar mezők, ahol rengeteg kénsavas gejzír és nagy skalder csordák vannak, valamint Hondo Ohnaka kalóz bázisa.

## Megjelenése a filmekben, könyvekben
Ez a bolygó a „Star Wars: A klónok háborúja” című televíziós sorozat több részében is szerepel. Említésre méltó az első évad 12. része, melynek címe „A gangen hadvezér” (The Gungan General). Túszul ejtették Dookut! A gaztetteiről ismert grófot, miután megszökött Anakin és Obi-Wan Kenobi elől, foglyul ejtette a mindenre elszánt Hondo Ohnaka űrkalózkapitány bandája. A Köztársaság, hogy megszerezze a Sith nagyurat, beleegyezett a nagy összegű váltságdíj kifizetésébe.
A fenti sorozaton kívül több könyvben szerepel a Florrum bolygó.